# 近藤公夫
近藤 公夫（こんどう きみお、1929年2月5日 - 2016年9月25日）は、日本の造園家・造園研究者・環境デザイナー。奈良女子大学名誉教授。農学博士。
特別史跡五稜郭跡保存整備委員会委員長、神奈備の郷・川づくり整備検討委員会委員、奈良県古都風致審議会会長、神戸市公園緑地審議会会長を務める。
「都市公園緑地の徒歩誘致圏に関する研究」で、昭和47年度日本造園学会賞論文調査部門受賞。1990年第12回日本公園緑地協会北村賞受賞。2001年、日本造園学会上原敬二賞受賞。
代表作品に、須磨離宮公園整形式庭園部分基本計画（1957年）、白川公園 (名古屋市)計画懸賞公募一等当選案（1958年）、香里団地計画における緑地の計画など。

## 略歴
京都市出身。1953年京都大学農学部林学科卒業、1958年京都大学大学院農学研究科造園専攻博士課程満期退学。同年、京都大学助手、1965年奈良女子大学助教授、1974年教授、1989年名誉教授、神戸芸術工科大学教授。1972年「都市公園緑地の徒歩誘致圏に関する研究」で農学博士の学位を取得。2003年上原敬二賞受賞。2009年、瑞宝中綬章受章。従四位。

## 著書
- 『環境修景論 緑化理論から計画まで』地球社、1973 ISBN 9784804950204
- 英文作庭記、日本造園学会

共著
- 『住居管理学』北村君,疋田洋子共著 朝倉書店 朝倉生活科学シリーズ 住居学 1970
- 造園ハンドブック 技報堂 日本造園学会（共著）